# Isodontia guaranitica
Isodontia guaranitica är en biart som beskrevs av Willink 1951. Isodontia guaranitica ingår i släktet Isodontia och familjen grävsteklar. Inga underarter finns listade i Catalogue of Life.